# Rumayla
Rumayla (in arabo الرميلة‎?, al-Rumayla) è un giacimento petrolifero a cavallo del Kuwait e del sud dell'Iraq. La disputa tra Iraq e Kuwait sull'esistenza di canali di estrazione obliqui scavati dai kuwaitiani per attingere illegalmente il giacimento iracheno fu una delle ragioni che portarono alla guerra del Golfo.
Questo enorme giacimento fu scoperto dalla compagnia brasiliana Petrobras negli anni Settanta. Saddam Hussein lo nazionalizzò e da allora il giacimento è sotto il controllo congiunto iracheno e kuwaitiano.
Si stima che contenga il 15% delle riserve irachene di petrolio. Nel giugno 2009 British Petroleum (BP) e China National Petroleum Corporation (CNPC) hanno vinto un contratto ventennale per lo sfruttamento del giacimento.